# U-Boot lanzamisiles

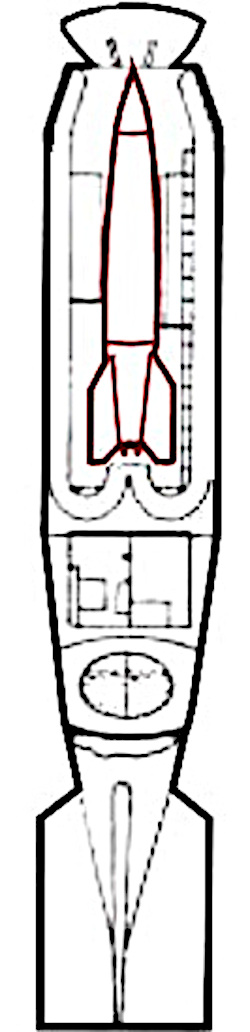
Un cohete V-2 en un submarino lanzador de misiles balísticos

El U-Boot lanzamisiles fue un proyecto militar abandonado, que tenía por objeto crear el primer submarino dotado de un misil balístico. Fue concebido por la Alemania nazi durante la Segunda Guerra Mundial con la idea de lanzar un ataque contra la Ciudad de Nueva York con los entonces recién inventados cohetes V-2.

## Cronología
Durante la Segunda Guerra Mundial se emprendieron varios proyectos desde Peenemunde para embarcar cohetes en un U-Boot.
En 1941 se realizaron las primeras pruebas utilizando un lanzador de cohetes Nebelwerfer montado en la cubierta del U-511. Estos ensayos tuvieron éxito, logrando realizar lanzamientos en superficie e incluso hasta desde 12 metros de profundidad sin ningún efecto sobre la trayectoria de los misiles. El lanzador estaba concebido como un arma contra los barcos de escolta de los convoyes, pero sin un sistema de guiado de los cohetes, era en gran parte ineficaz.
En 1943 revivió el interés sobre este concepto con la llegada de las bombas volantes V-1. Se realizaron propuestas para montar un lanzador V-1 en un U-boot con el objetivo de alcanzar objetivos inaccesibles desde tierra, debido al limitado radio de acción de las V-1 (150 millas). Esta propuesta se encontró con la rivalidad entre la Marina y las Fuerzas Aéreas, debido a que las V-1 dependían de un proyecto de la Luftwaffe.
Así mismo, en 1943 se consideró la posibilidad de embarcar misiles V-2 en sumergibles, con la misión particular de atacar objetivos situados en los Estados Unidos. Como el V-2 era demasiado grande como para ser montado en cualquier U-boot entonces en servicio, se diseñó un sumergible de transporte y lanzamiento de 500 toneladas de desplazamiento. Sin tripulación ni propulsión, estaba concebido para ser remolcado por un U-Boot convencional hasta situarlo al alcance de su objetivo, pudiendo ser entonces instalado y lanzar el misil. Se encargaron tres de estos barcos a finales de 1944, pero solo uno fue construido, y no se ha encontrado ninguna prueba de que el sistema fuese utilizado en la práctica.
Aun así, la inteligencia Aliada tuvo conocimiento de estos proyectos, y la Marina de los Estados Unidos desarrolló una contramedida, conocida como Operación Teardrop. Esta operación fue de hecho puesta en práctica a comienzos de 1945, cuando un grupo de U-Boot fue detectado dirigiéndose hacia la costa este de los EE. UU. La mayoría de estos submarinos fueron rápidamente sorprendidos en aguas oceánicas del Atlántico y destruidos en una masiva operación antisubmarina, aunque el análisis posterior a la guerra demostró que nunca llegó a existir una amenaza real verosímil de que un misil alemán alcanzara las costas de Norteamérica.